# Williams Santamaría Valdera
Agustín Williams Santamaría Valdera (Pacora, Lambayeque, 5 de agosto de 1962-Callao, 30 de abril de 2021) fue un político peruano. Fue alcalde del distrito de Mi Perú tras ganar las elecciones municipales del 2018. Asumió su mandato en la sede del Municipio en Mi Perú el 1 de enero de 2019 y gobernó hasta el 30 de abril de 2021, cuando falleció a consecuencia del COVID-19.

## Biografía
Nació en Pacora, localidad de la provincia de Lambayeque, departamento de Lambayeque, Perú, el 5 de agosto de 1962, hijo del matrimonio entre Toribio Santamaría Chapoñán y Santos Manuela Baldera Chapoñán. Cursó sus estudios primarios y secundarios en la localidad de Distrito de Pítipo y entre 1990 y 1991, ya en la ciudad de Lima, cursó estudios técnicos de administración de empresas.

### Carrera política
Su primera participación política se dio en las elecciones generales del 2011 cuando fue candidato al congreso por la provincia constitucional del Callao sin obtener la representación. Luego participó en las elecciones municipales del 2014 como candidato a regidor del distrito de Ventanilla por el movimiento Por Ti Callao sin éxito. 
En las elecciones municipales del 2015 tentó la alcaldía del recién creado distrito de Mi Perú sin éxito. Fue elegido para ese cargo en las elecciones municipales del 2018.

## Alcaldía en Mi Perú (2019-2021)

### Juramentación y toma de mando
Williams Santamaria Valdera, juramentó como presidente del Comité Distrital de Seguridad Ciudadana 2018 (CODISEC), con lo cual vino ratificando su posición de trabajar mancomunadamente con los organismos correspondientes para así tener un distrito seguro.
Tras ser elegido como alcalde de Mi Perú en las elecciones municipales del 2018. Con la participación de autoridades del Callao y vecinos del distrito, Williams Santamaría Valdera juramentó el 1 de enero como alcalde del Distrito de Mi Perú para el periodo 2019-2022. El nuevo alcalde trabajó junto a sus 9 regidores por el desarrollo y bienestar de los vecinos del distrito.
En la ceremonia, realizada frente a la Municipalidad, el alcalde anunció la conformación del Primer Programa Municipal “Mujeres Empoderadas”, como una acción directa para reducir el feminicidio en nuestro país, “trabajaré denodadamente para fortalecer a la mujer, que es el motor de la vida”, mencionó. Santamaría Valdera manifestó también que realizará enormes esfuerzos para reducir los indicadores de anemia en el distrito, trabajando de la mano con el Gobernador Regional del Callao, Dante José Mandriotti, a través de su Dirección de Salud. Asimismo, indicó que declararía en Estado de Emergencia la seguridad ciudadana del distrito. Al respecto mencionó que “en la actualidad existen muchas deficiencias, elementos de seguridad en condiciones inoperativos, como las motos lineales, los vehículos y las cámaras de video vigilancia”. Finalmente, anunció que fortalecería el desarrollo de las PYMES, “como empresario he asumido que no solamente debemos pensar en continuar siendo pequeños, sino proyectarnos como grandes empresarios, que proporcionen empleos seguros y dignos”, mencionó.

### Obras realizadas e inauguración
Desde el inicio de su mandato, Santamaría expresó su apoyo a los vecinos del poblado con trabajo continuo permitiendo inaugurar obras destinadas a mejorar la calidad de vida. Santamaria inauguraría una losa deportiva en A. H. “Jesús Nazareno – El Arenal”, una obra beneficiará a niños y jóvenes de la zona. En febrero de 2020 realizó un Proyecto de Arborización en Guadalupe para plantar más de 130 árboles en dicha zona, además de césped natural, flores ornamentales y más vegetación. Esto, para generar conciencia ambiental y poder tener un mejor control de la calidad del aire.
En marzo firmó un convenio específico junto al Gobernador Regional del Callao, Dante José Mandriotti, confirmando así que “Villa Emilia”, el asentamiento humano más grande del distrito se verán beneficiados con pistas y veredas, que mejorarán su calidad de vida, transporte y convivencia. Santamaría continuaría proyectando pistas y veredas en el A.H. “Villa Emilia” celebrándolo junto a más de 6 mil vecinos del lugar y alrededores.
A mediados del 2020 Santamaria, recibió un reconocimiento por parte de los dirigentes del casco urbano.

## Fallecimiento
Santamaría se contagió el 10 de abril y falleció el 30 de abril del 2021 de COVID-19 durante la pandemia de esa enfermedad tras luchar tres semanas con esa enfermedad.